# Окрадена земля
«Окрадена Земля» — українсько-канадський документальний кінофільм 2012 року, поставлений режисером Юрієм Луговим і продюсером Зорянною Гриценко. Диктором став Богдан Бенюк. Фільм розповідає про геноцид українців 1932-33 років.
Прем'єра фільму англійською мовою відбулася 2011 року.

## Сюжет
Окрадена земля — це зображення одного з найбільших злочинів в європейській історії 20 століття, коли штучно створеним в підсовєтській Україні великим голодом 1932-33 року, арештами, засланнями й ліквідацією української еліти, здесятковано українську націю та знищено важливі пам'ятки української минувшини.
На основі нових архівних матеріалів, зізнань свідків, коментарів істориків і письменників та рідкісних фотографій і кінострічок того часу — фільм Окрадена земля Юрія Лугового, кількаразово нагородженого канадського кінорежисера, розкриває злочинну політику керівників Совєтського Союзу та доводить, що події в Україні 1920-1930-их років буки актом ґеноциду проти українського народу.

## Робота над фільмом
Фільм відзнято за підтримки Світового Конґресу Українців. Робота над фільмом почалася травні-червні 2008 року. Матеріал знімався у Харківській, Донецькій і Дніпропетровських облястях. Джерелами інформації були очевидці Голодомору 1932-33 рр, що розповідали як вони боролися, щоб вижити і що допомогло їм вижити.
У стрічці також використані матеріали засекречених архівних матеріалів, світлини того часу; дається оцінка трагедії провідними дослідниками Голодомору в Україні, докторами історичних наук — В. Верстюком, В. Марочком, Ю. Шаповалом, В. Сергійчуком, державними і громадськими діячами України. У всій Україні люди, родини тих, кого зачепила ця трагедія, підтримували роботу над фільмом.
Сценаристом фільму виступила Оксана Гриценко-Розумна - “Міс Українська Канада” 1955 року. 

## Показ фільму
Перший показ відбувся 29 листопада 2009 року в авдиторії під церквою Св. Володимира та Ольги у Чикаго.
Українська прем'єра фільму «Окрадена земля» відбулася в Харкові в листопаді 2010 року, в рамках програми громадських організацій Харкова із вшанування пам'яті жертв Голодомору 1932—1933 років. Показу фільму передувало відеозвернення Юрія Лугового до харків'ян.
2012 року організатором показу в Україні був Молодий Народний Рух, що відбувся 14 листопада у Києві.
В Австралії показ відбувся у Сіднейському Університеті 16 листопада 2012 (де невідомі особи позривали афіші про висвітлення), у Домі Української Молоді (Сідней) 18 листопада 2012 року, в Українському Народному Домі у штаті Квінсленд 20 травня 2012 року.

## Критика і нагороди
Англомовна версія фільму (англійською назва була перекладена як англ. Genocide Revealed) отримала «низку наскрізь прихильних рецензій і також, як жоден інший український історично-документальний фільм — гостру критику російських рецензентів та їхніх телевізійних програм».
Фільм отримав 12 міжнародних премій у категорії Найкращий документальний та історичний фільм., а саме: престижна нагорода на Міжнародному кінофестивалі Indie Fest, що пройшов у місті Ла Голла, Каліфорнія, США; Нагорода Ремі на 44-му Міжнародному Г'юстонському кінофестивалі.